# Calyptrochaeta brassii
Calyptrochaeta brassii är en bladmossart som beskrevs av Heinar Streimann 2000. Calyptrochaeta brassii ingår i släktet Calyptrochaeta och familjen Hookeriaceae. Inga underarter finns listade i Catalogue of Life.